# Аненій-Ной
Ане́ній-Ной (Нові Анени, рум. Anenii Noi) — місто в Молдові, центр Аненій-Нойського району. Розташоване за 5 км від залізничної станції Булбоака і на стику автомобільних трас Кишинів-Бендери й Кишинів-Каушани. До складу Анений Ной також входять села Албініца, Березки, Новий Гирбовець, Русени, Соколени.
Значна кількість населення - українці. Згідно з переписом населення 2004 року у місті проживало 2134 українця.

## Історія

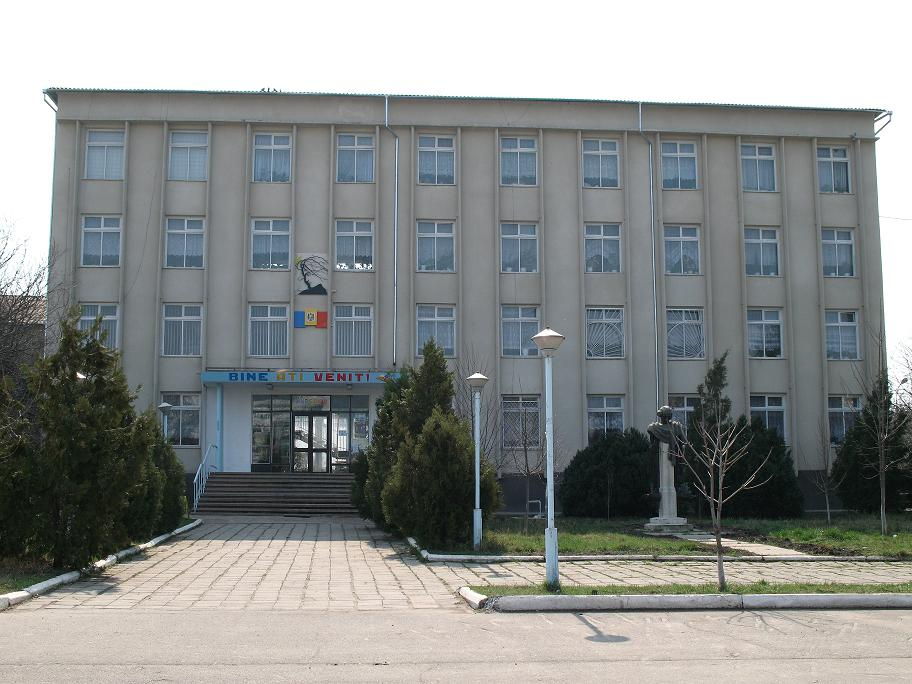
Ліцей Гіперіон

Нові Анени вперше згадані 27 червня 1731 року за назвою Пашкань-пе-Бик (Pascani pe Bic). В ті часи село було невеликим поселенням, переважну частину якого займали сараї для худоби (рум. anină). Згодом в одному документі датованому 27 квітня 1833 вказано, що село Аніна та давніше поселення Пашкань-пе-Бик є одним і тим же поселенням. 1856 року маєток здавали в оренду турецькому купцеві Хусан-бею, що володіє й сільською корчмою. Після відходу татар з Бессарабії село практично вимирає, однак в 1883 році сюди переїжджають селяни із сусідніх сіл і займаються сільським господарством і розведенням худоби. В 1889 році кілька родин німецьких колоністів з Миколаєвської губернії купують 1715 десятин землі й засновують село Цинцарени (рум. Tintareni, Цинцерень). Перепис населення 1910 року свідчить, що на місці Цинцерен перебували два села — німецьке Нова Ніколаєвка (Nicolaevca Noua) і російське Стара Ніколаєвка (Nicolaevca Veche), у кожному з яких була церква й школа. Малоземельні жителі російського села працювали на будівництві будинків у німецькому селі. Православні молдавани й росіяни відвідували церкву в селі Булбоака. У перших числах січня 1926 року Нова Ніколаєвка була перейменована в Нові Анени, а Стара Ніколаєвка в Старі Анени. В 1940 році німці виїхали в Німеччину, залишивши 106 господарств із 120 будинками 1713 га орної землі.

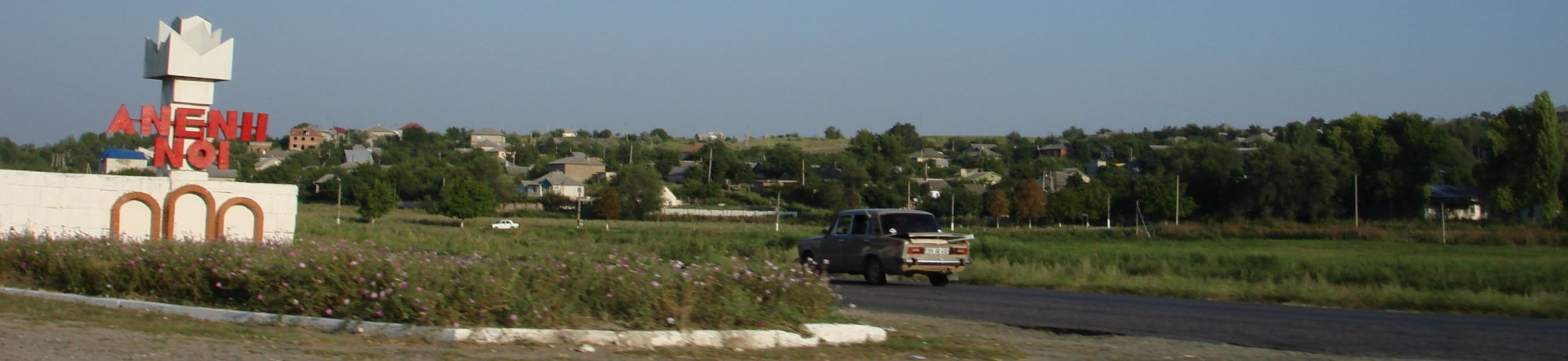

В 1965 році Новим Аненам був наданий статус міста. У часи МРСР у Нових Аненах працював консервний завод (по переробці овочів, фруктів і виготовленню виноградного соку), хлібозавод, комбікормовий завод і завод будматеріалів. Функціонувала інкубаторна станція. В 1973 році число жителів становило 6,1 тис. осіб. За даними перепису населення на 2009 рік чисельність населення становить 8403 чоловік.

## Населення

### Національність
Розподіл населення за національністю за даними перепису 2004 року:
| Національність   | Відсоток |
| ---------------- | -------- |
| молдовани/румуни | 52,32%   |
| українці         | 25,53%   |
| росіяни          | 17,75%   |
| болгари          | 1,44%    |
| гагаузи          | 0,67%    |
| цигани           | 0,4%     |
| поляки           | 0,12%    |
| інші             | 0,56%    |

## Адміністрація
- Голова району — Владимир Віздоаге (Vladimir Vizdoaga)
- Заст. голови району — Петру Малик (Petru Malic)
- Примар міста — Міхаїл Кейбаш (Mihail Cheibas)